# 811
| [ Edytuj tabelę ]          |                                                                     |
| Hrabia Aragonii            | - 809 Aznar I 839                                                   |
| Król Asturii               | - 791 Alfons II 842                                                 |
| Hrabia Barcelony           | - 801 Berà 820                                                      |
| Cesarz Bizancjum           | - 802 Nicefor I 811 - 811 Staurakios 811 - 811 Michał I Rangabe 813 |
| Chan Bułgarii              | - 803 Krum 814                                                      |
| Cesarz Chin                | - 806 Tang Xianzong 820                                             |
| Król Essexu                | - 798 Sigered 812                                                   |
| Król Franków               | - 768 Karol Wielki 814 - 781 Ludwik I Pobożny 814                   |
| Cesarz Japonii             | - 809 Saga 823                                                      |
| Władca Jutlandii           | - 810 Hemming 812 - 811 Anulo 812                                   |
| Kalif                      | - 809 Al-Amin 813                                                   |
| Król Khmerów               | - 802 Dżajawarman II 850                                            |
| Patriarcha Konstantynopola | - 806 Nicefor I 815                                                 |
| Król Mercji                | - 796 Cenwulf 821                                                   |
| Król Nortumbrii            | - 808 Eanred 840                                                    |
| Książę Obodrzyców          | - 809 Sławomir 819                                                  |
| Papież                     | - 795 Leon III 816                                                  |
| Cesarz rzymski             | - 800 Karol Wielki 814                                              |
| Doża Wenecji               | - 809 Angelo Partecipazio 827                                       |

Rok 811 / DCCCXI
stulecia: VIII wiek ~
IX wiek ~
X wiek

lata: 801 «
806 «
807 «
808 «
809 «
810 «
811
» 812
» 813
» 814
» 815
» 816
» 821

## Wydarzenia
- Europa
  - 26 lipca – podczas bitwy pod Wyrbicą Bizancjum poniósł klęskę z Bułgarami.
  - 27 lipca – po śmierci Nicefora I władcą Bizancjum został Staurakios.
  - 2 października – Staurakios został usunięty z tronu bizantyjskiego, Michał ogłasza się cesarzem.
  - 25 grudnia – cesarz bizantyjski Michał I Rangabe ogłosił współwładcą swego syna Teofilakta.

## Zmarli
- 27 lipca - cesarz bizantyjski Nicefor I Genik